# Estadi Ahmad bin Ali
L'Estadi Ahmad bin Ali (àrab: ملعب أحمد بن علي, Malʿab Aḥmad ibn ʿAlī), conegut popularment com a Estadi Al-Rayyan, és un estadi polivalent a Al Rayyan, Qatar. Actualment s'utilitza principalment per a partits de futbol i és la seu del Club Esportiu Al-Rayyan i l'Al Kharitiyath SC. L'estadi porta el nom d'Ahmad bin Ali Al Thani, l'emir de Qatar de 1960 a 1972. L'antic estadi, construït el 2003, tenia una capacitat de 21.282 seients i va ser enderrocat el 2015. El nou estadi Al Rayyan té una capacitat de 44.740 seients.

## Construcció per la Copa del Món de la FIFA Qatar
L'estadi Ahmad bin Ali és un dels vuit estadis que es van bastir per a la Copa Mundial de la FIFA Qatar 2022.
L'antic estadi Ahmad bin Ali va ser enderrocat el 2015 per donar pas a l'estadi Al Rayyan. Es preveu que el 90 per cent de la runa resultant de l'enderrocament de l'estadi es reutilitzi per al nou estadi o per a projectes d'art públic.
La construcció del nou estadi va començar a principis de 2016. Això ho va fer l'empresa conjunta entre Al-Balagh i Larsen & Toubro. Després del Mundial, l'estadi es reduirà a 21.000 seients. El nou estadi es va construir per a la Copa del Món de la FIFA 2022, que acollirà Qatar.
La renovació inclou una enorme 'façana mediàtica' amb una membrana que servirà de pantalla per a projeccions, notícies, anuncis, actualitzacions esportives, informació actual del torneig i partits. La capacitat dels seients es va augmentar a 40.740, i tots els seients estan coberts.
La inauguració de l'estadi va tenir lloc el 18 de desembre de 2020, que era el Dia Nacional de Qatar, i exactament dos anys abans que el país aculli la final de la Copa del Món de la FIFA 2022. L'estadi va ser un dels dos escenaris utilitzats per a la Copa del Món de Clubs de la FIFA 2020.
L'estadi va acollir quatre partits durant la Copa Àrab de la FIFA 2021.

## Resultats recents en torneig

### Copa Àrab FIFA 2021
| Data                   | Temps | Equip #1 | Resultat | Equip #2   | Ronda  | Assistència |
| ---------------------- | ----- | -------- | -------- | ---------- | ------ | ----------- |
| 30 de novembre de 2021 | 13:00 | Tunísia  | 5–1      | Mauritània | Grup B | 2.494       |
| 1 de desembre de 2021  | 13:00 | Algèria  | 4–0      | Sudan      | Grup D | 2.203       |
| 4 de desembre de 2021  | 13:00 | Jordània | 0–4      | Marroc     | Grup C | 7.890       |
| 6 de desembre de 2021  | 22:00 | Oman     | 3–0      | Bahrain    | Grup A | 2.477       |

### Copa del Món de la FIFA 2022
L'estadi Ahmad bin Ali acollirà set partits durant la Copa del Món de la FIFA 2022.
| Data                   | Temps | Equip número 1       | Resultat | Equip número 2       | Ronda            | Assistència |
| ---------------------- | ----- | -------------------- | -------- | -------------------- | ---------------- | ----------- |
| 21 de novembre de 2022 | 22:00 | Estats Units         | v        | Gal·les              | Grup B           |             |
| 23 de novembre de 2022 | 22:00 | Bèlgica              | v        | Canadà               | Grup F           |             |
| 25 de novembre de 2022 | 13:00 | Gal·les              | v        | Iran                 | Grup B           |             |
| 27 de novembre de 2022 | 13:00 | Japó                 | v        | Costa Rica           | Grup E           |             |
| 29 de novembre de 2022 | 22:00 | Gal·les              | v        | Anglaterra           | Grup B           |             |
| 1 de desembre de 2022  | 18:00 | Croàcia              | v        | Bèlgica              | Grup F           |             |
| 3 de desembre de 2022  | 22:00 | Guanyador del grup C | v        | Subcampió del grup D | Setzens de final |             |